# Grab der Familie Brückner

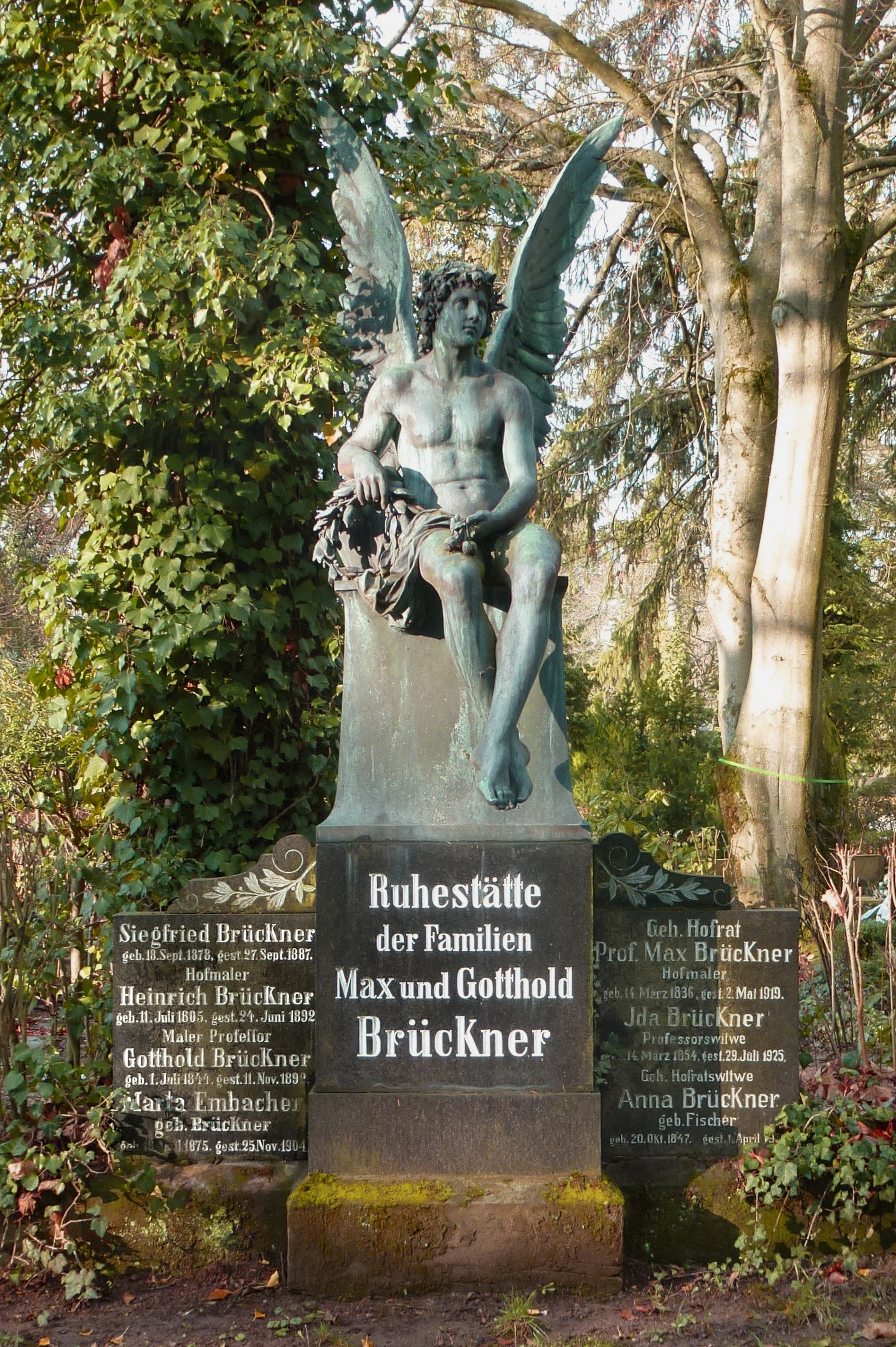
Grab der Familie Brückner in Coburg, 2015

Das Grab der Familie Brückner, deren bekannteste Mitglieder der Theatermaler Max Brückner und sein Bruder Gotthold Brückner sind, befindet sich im östlichen Teil des Friedhofs am Glockenberg in Coburg.

## Beschreibung

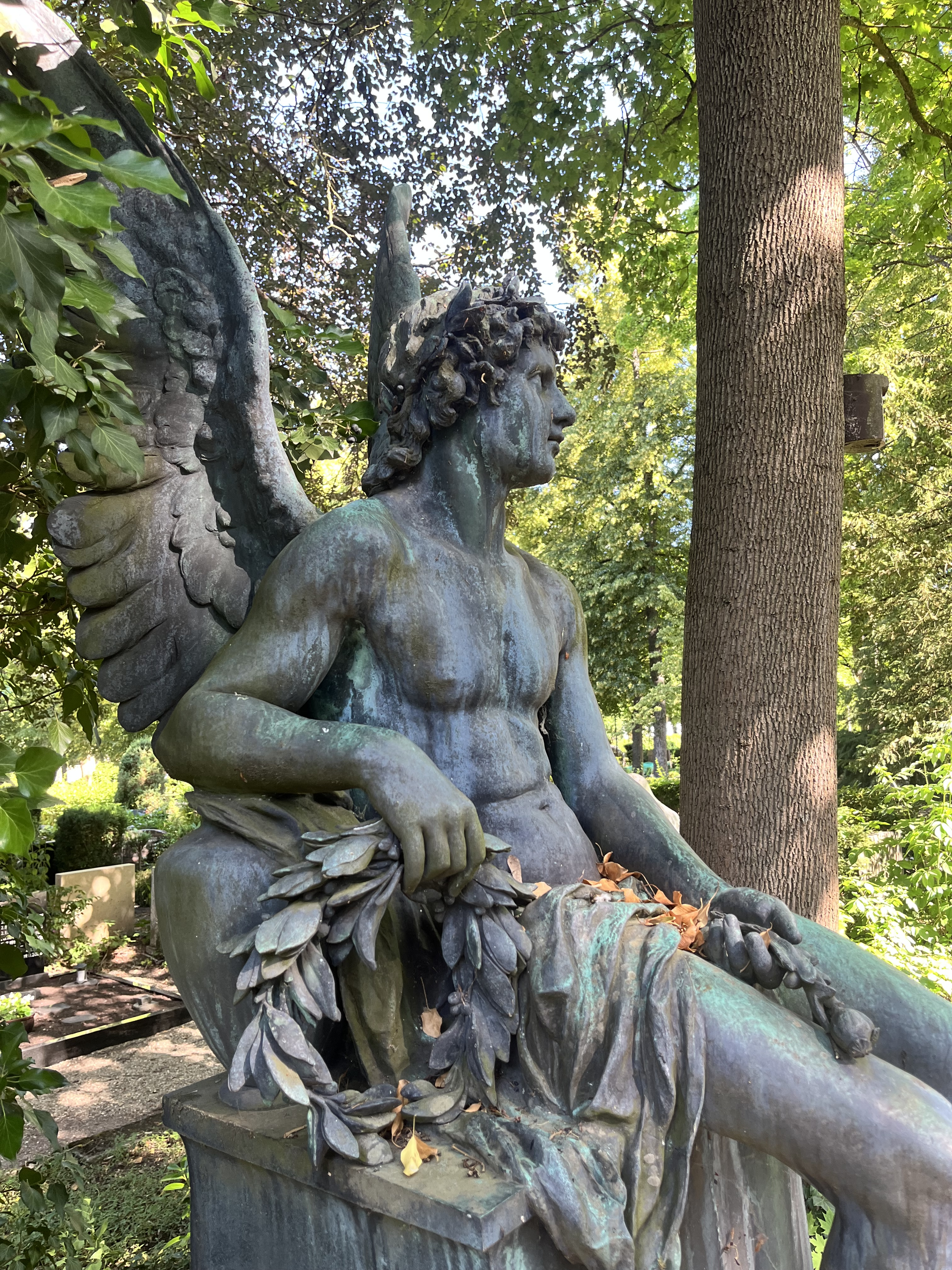
Sitzender Engel, 2025

Der 1,8 Meter breite Grabstein besteht aus einem 1,15 Meter hohen, rechteckigen Hauptsockel mit zwei Flügeln, welche zum Hauptsockel hin an der Oberseite mit zusätzlichen Zweigornamenten geschmückt sind. Auf dem Hauptsockel schließt sich ein weiterer verjüngender, metallener Sockel an, auf dem ein metallener Genius in Form eines Engels sitzt. Die mit einem Lendenschurz bekleidete, männliche Engelfigur hat einen Pflanzenreif im Haar und in der rechten Hand, mit der sie sich auf eine Urne stützt. In der linken Hand hält sie eine Mohnpflanze.

## Geschichte
Das Grab wurde von der Familie Brückner neu angelegt und am 13. Oktober 1887 der Familie übergeben. Den Sockel, so wie die Engelfigur fertigte der Münchner Bildhauer August Drumm 1890 an. Dieser hatte 1886 für Max Brückner schon die Bronzestatue vor dem Wohnhaus in der Rodacher Straße 11 angefertigt, hinter dem sich auch das Atelier für szenische Bühnenbilder der Brüder befand. Das Grab, welches in der Friedhofsverwaltung unter dem Titel Eine überwölbte Gruft Max Brückner verzeichnet ist, befindet sich im Friedhofsviertel II b und hat eine Größe von 20 m². Bis auf Oswald Brückner (Feuerbestattung) wurden alle Familienmitglieder erdbestattet. Obwohl die Ruhefrist 1984 abgelaufen war, entschied sich die Stadt aufgrund der Bekanntheit der dort bestatteten Bürger das Grab nicht weiter zu vergeben und als Denkmal zu erhalten.

## Inschriften der Grabanlage
Der schlicht gehaltene Hauptteil des Grabes besteht aus glatt poliertem, schwarzem Stein, auf dem in weißer Serifenschrift die Namen der Verstorbenen und ihre Lebensdaten eingraviert sind. Heinrich Brückner war der Vater von Max und Gotthold. Siegfried und Marta sowie Oswald, der nicht aufgelistet ist, waren Kinder von Gotthold und Ida Brückner.